# Henicocoris monteithi
Famille
Genre
Espèce
Henicocoris monteithi est une espèce d'insecte hétéroptère (punaise), la seule du genre Henicocoris et de la famille des Henicocoridae.

## Description
Cette espèce, qui mesure de 4 à 5 mm, a un corps ovoïde-allongé. La tête présente des ocelles, des antennes et un rostre (organe piqueur-sûceur) de 4 articles, des buccules courtes. Le pronotum est transverse et trapéziforme. Les fémurs ne sont pas épaissis et les tarses comptent 3 articles. Les hémélytres ressemblent à des élytres de coléoptère, avec des membranes très réduites, et elles n'ont pas d'ailes postérieures. Les stigmates abdominaux sont ventraux. Les trichobothries abdominales sont au nombre d'une seule, submédiane, sur les sternites 3 et 4, et de deux, latérales, sur les sternites 6 et 7. Ce dernier sternite est fendu. La femelle a un ovipositeur allongé et non en forme de plaque. Les mâles sont connus mais non décrits,,,.

## Répartition et habitat
Cette espèce se rencontre uniquement en Australie (Sud du Victoria et de la Nouvelle-Galles du Sud) et en Tasmanie, dans la litière des forêts pluviales tempérées,,.

## Biologie
Sa biologie est peu connue. Les individus récoltés l'ont été de nuit sur des troncs tombés au sol. 

## Systématique
Cette espèce a été décrite en 1968 par Thomas E. Woodward dans un genre nouveau créé pour elle. Son épithète spécifique est un hommage à l'entomologiste australien Geoff Monteith. Lors de sa description, Woodward l'a considérée comme constituant une sous-famille particulière au sein des Lygaeidae, les Henicocorinae, tout en postulant des affinités avec les Idiostolidae et les Oxycarenidae, notamment l'absence de spermathèque chez les femelles. En 1997, Thomas J. Henry en fait une famille à part entière, les Henicocoridae, et montre ses relations avec les Idiostolidae, dont elle serait le groupe frère au sein de la super-famille des Idiostoloidea,.